# ÁTVR
ÁTVR, acronyme de Áfengis- og tóbaksverslun ríkisins, littéralement en français « Entreprise d'État d'Islande d'alcool et de tabac », appelée localement de manière informelle Ríkið, littéralement « l'État », est l'entreprise d'État détenant le monopole de la vente d'alcool et de tabac. Cette société ne revend cependant pas directement ces produits qui sont uniquement disponibles dans les boutiques de Vínbúð.